# エフタル・サーサーン戦争 (484年)
484年のエフタル・サーサーン戦争（484ねんのエフタル・サーサーンせんそう）は、エフタルとサーサーン朝間で勃発した戦争。ペーローズ1世率いるサーサーン朝軍とアクシュンワル（またはホシュナヴァーズ）率いるエフタル軍が戦った。エフタル軍の落とし穴作戦にはまり、サーサーン朝軍は全滅に近い、圧倒的な敗北を喫した。また、ペーローズ1世もこの戦いで戦死した。

## 背景
サーサーン朝皇帝ヤズデギルド2世が死去すると、ヤズデギルド2世の統治下で実権を握ったスーレーン家に支持されたホルミズド3世が後を継いだ。しかし、ミフラーン家の支援を受けた弟ペーローズがホルミズド3世を殺害し、ペーローズ1世として皇帝（シャーハンシャー）に即位した。このとき、エフタルはペーローズ1世の即位を援助したともされている。ペーローズ1世は即位すると、親類を殺害し、領域内のキリスト教徒たちを迫害した。ペーローズ1世の治世では即位に貢献したミフラーン家が実権を握った。
ペーローズ1世は西の東ローマ帝国とは協調路線を歩んだため、従来の西部に対して主力を置く方策とは異なり、軍事的には東方に比重を置いていた。466年、ペーローズ1世はキダーラ朝を撃破しバクトリアを奪還した。この戦勝は、バルフでペーローズ1世の硬貨が鋳造されたことからもうかがえる。しかし、キダーラが撃破され権力の空白が生まれると、代わってバクトリアにはエフタルの支配権が浸透した。ペーローズ1世は「エフタルの男色趣味」を理由にして、エフタルに対して宣戦布告した。対エフタルの戦役は二度、もしくは三度起きた。一度目の戦役と二度目の戦役の両方で、ペーローズはエフタルの捕虜となった。二度目の戦役後で多額の身代金を支払い、息子のカワードを人質として引き渡した。この屈辱的な敗北は、ペーローズがエフタルに対して再び戦いを挑むきっかけとなった。

## 戦闘
484年、身代金を完済しカワードが釈放されると、側近たちの反対を無視してペーローズは10万人規模の大軍を起こし北東に進軍した。このとき、弟のバラーシュは留守を任された。タバリーによると、ペーローズ1世はバハラーム5世の代に建築されたエフタルとサーサーン朝の国境を示す塔を、兵士たちの前方へ引きずらせて移動させ、ペーローズ1世は塔の後ろを歩くことで、講和条約を破っていないように装った。エフタルの王アクシュンワル（またはホシュナヴァーズ）は、塹壕を掘り、木や葉で隠し、その奥に兵士を配したとされる。ペーローズ1世はこの落とし穴にかかり、息子たちとともに玉砕した。サーサーン朝の軍隊は壊滅し、ペーローズ1世の遺体も発見されなかった。ペーローズの娘ペーローズドゥフトは捕虜となり、エフタル王の妻となった。

## 影響
エフタルは多数の王族・要人（主にミフラーン家の人間か）の戦死によって、統治機構が機能しなくなったサーサーン朝の領土を侵略していった。東方のホラーサーン地方の主要都市、ニーシャープール、ヘラート、メルヴ等は、484年を境に硬貨の鋳造が停止されているため、エフタルの支配下に入ったとされる。カーレーン家のスフラー・カーレーンは追撃してきたエフタル王ホシュナヴァーズを撃退し、ペーローズの息子カワードを救出した。サーサーン朝の皇帝としてカワードはまだ年幼なかったため、スフラー・カーレーンとミフラーン家のシャープール・ミフラーンによって弟のバラーシュが擁立され、大宰相にはスフラー・カーレーンが就任した。しかし、別の兄弟のザリル（pal:ザーレル）が反乱を起こした。アルメニアと妥協を図りその力を借りて鎮圧することで、サーサーン朝の体制が回復するまで侵略が続いた。
バラーシュはエフタルの侵略に適切な措置を講じることができず廃位され、ペーローズの息子カワードが即位した（カワード1世）。この時代、対エフタルの戦役を起こそうにも戦費不足だったため、大宰相スフラー・カーレーンは東ローマ皇帝アナスタシスに戦費の借用を求めたが拒否されている。カワード1世が一旦廃位されると、エフタルの下へ亡命し、エフタル王とペーローズ・ドゥフトの娘（つまりペーローズ1世の孫にあたる）を娶り、王位を奪還した。524年には、アバルシャフルの硬貨の鋳造が再開されており、エフタルからこの地を奪還したことがうかがえる。次代のホスロー1世は突厥の可汗室点蜜と結び、560年エフタルをブハラの戦いで打ち破り、567年までには崩壊している。
イルファン・シャヒードによると、この戦争で使われた落とし穴作戦は後世の戦いにも模倣されている。528年のタンヌリスの戦いでは、サーサーン朝がこの作戦を採用して名将ベリサリウス率いる東ローマ帝国軍に対して勝利を収めた。その後は敵方にも採用され、530年のダラの戦いでは逆に東ローマ帝国軍が利用して勝利を収めた。627年のハンダクの戦いでは、ムハンマドを匿ったメディナが都市の周りに塹壕を掘り、クライシュ族率いるメッカ連合軍を撃破していて、この戦いは塹壕の戦いとも呼ばれる。